# Melhor Assim
"Melhor Assim" é uma canção do cantor brasileiro Biel com participação da cantora brasileira Ludmilla. Foi lançada em 1 de abril de 2016 no iTunes.

## Vídeo musical
No dia 8 de abril de 2016, foi disponibilizado o videoclipe oficial da canção.

## Lista de faixas
- Download digital

1. "Melhor Assim" - 3:41[4]

## Desempenho nas tabelas musicais
| Parada (2016)                                             | Melhor posição |
| --------------------------------------------------------- | -------------- |
| Brasil (Billboard Hot 100)                                | 56             |
| Brasil Billboard Brasil Regional Rio de Janeiro Hot Songs | 5              |
| Brasil Billboard Brasil Regional São Paulo Hot Songs      | 9              |